# Sabras Radio
Sabras Radio – komercyjna stacja radiowa założona w 1995 r. nadająca w mieście Leicester o częstotliwości 1260 kHz specjalizująca się w muzyce i kulturze państw  Azji południowej, Indii i Bangladeszu.
Stacja radiowa znajduje się w dzielnicy Belgrave przy ul. 63 Melton Road.
Radio Sabras nadaje audycje również w kilku innych językach m.in. hindi, bengalski, gudźarati, pendżabski.